# Suzuyo Takazato
Suzuyo Takazato (1940) è una politica giapponese, femminista e attivista per la pace, nota anche per il sostegno nei confronti delle donne vittime di violenza sessuale..

## Carriera
Dal 1989 al 2004 ha fatto parte del consiglio comunale di Naha  e nel 1995  ha fondato l'organizzazione Okinawa Women Act Against Military Violence. Sull'isola di Okinawa, Takazato organizza campagne e proteste contro le violenze sessuali commesse dai soldati americani su donne, bambini e bambine e si oppone allo stazionamento delle loro basi militari. Sempre a Okinawa ha contribuito alla creazione di un centro dove vengono assistite le vittime di violenze sessuali. Takazato contesta la sicurezza militare e la pace imposta dall'esercito americano ed è convinta del legame tra la violenza dei soldati e quella sulle donne. Grazie al suo attivismo, nel 1995  gli abitanti di Okinawa hanno organizzato ampie proteste contro la presenza militare americana. 
“Cinquantatré anni sono veramente tanti e noi abbiamo sofferto moltissimo”. “Per l’esercito americano, la prostituzione e lo stupro sono lo sfogo della violenza repressa e rappresentano i metodi per mantenere il controllo e la disciplina. E chi ne paga le spese sono le donne del posto".

## Premi e riconoscimenti
- Avon Women's Prize 1996
- Takako Doi Human Rights Award 1997
- Okinawa Times Award 2011

Nel 2005 Takazato rientrava tra le 1000 donne candidate per il Premio Nobel per la Pace.